# Waiting for miracles
Waiting for miracles is een studioalbum van The Flower Kings.
Met Banks of Eden beleefde The Flower Kings al eens een herstart, maar het daarop volgende album Desolation rose van een jaar later luidde opnieuw een periode van stilte in. Reden was dat de samenwerking tussen Roine Stolt en Tomas Bodin stokte. In 2018 kwam er weer een album uit, maar dan onder de naam Roine Stolt's The Flower King. Al snel volgde bericht dat Stolt met oudgediende Hasse Fröberg een nieuwe groep om zich heen verzamelde, waarmee direct de vraag ontstond of er een Yes-achtige situatie zou ontstaan (de aparte leden van Yes voerde ieder hun eigen variant aan). Er volgden optredens van een nieuw kwintet, waarbij er met argusogen bekeken werd of The Flower Kings zonder Bodin wel The Flower Kings zouden zijn. In juni 2019 dook die nieuwe band de geluidsstudio in, na een aantal maanden volgde de release van Waiting for miracles. Het album bevat symfonische rock (brede orkestrale klanken uit een beperkte bezetting), in de stijl van de oudere Flower Kings-albums. 
Het hoes ontwerp is afkomstig van Kevin Sloan, gespecialiseerd in afbeeldingen van dieren. De buitenhoes laat hier een olifant zien balanserend op een kaartenhuis; de binnenhoes toont twee vogels, die met hun snavel een koord vast houden waarop de Aarde balanseert. 
Het album wist in Duitsland, Zwitserland en België de albumlijsten te halen, al was het maar voor één week.

## Musici
- Roine Stolt – zang, gitaar
- Hasse Fröberg (hier Hans Froberg genoemd) – zang
- Zach Kamins – toetsinstrumenten, gitaar
- Jonas Reingold – basgitaar
- Mirkko DeMaio – drumstel, percussie

Met
- Mike Stolt – basgitaar en baspedalen op House of cards, Black flag, Wicked old symphony, The crowning of greed, achtergrondzang op Black flag, Miracles for America, Vertigo en Wicked old symphony
- Paul Cartwright – viool op Ascending to the stars
- John Dellinger – altviool op Ascending to the stars

## Muziek
| Nr. | Titel                            | Duur  |
| --- | -------------------------------- | ----- |
| 1.  | House of cards (Kamins)          | 1:56  |
| 2.  | Black flag (Stolt)               | 7:39  |
| 3.  | Miracles for America (Stolt)     | 10:03 |
| 4.  | Vertigo (Stolt)                  | 9:59  |
| 5.  | The bridge (Stolt)               | 5:30  |
| 6.  | Ascending to the stars (Kamis)   | 5:40  |
| 7.  | Wicked old symphony (Stolt)      | 5:46  |
| 8.  | The rebel circus (DeMaio, Stolt) | 5:49  |
| 9.  | Sleep with the enemy (Stolt)     | 6:02  |
| 10. | The crowning of Greed (Stolt)    | 4:48  |

| Nr. | Titel                                     | Duur |
| --- | ----------------------------------------- | ---- |
| 1.  | House of cards reprise (Kamins)           | 1:21 |
| 2.  | Spirals (Kamins, Stolt, DeMaio, Reingold) | 5:06 |
| 3.  | Steampunk (Stolt)                         | 6:30 |
| 4.  | We were always here (Stolt)               | 7:35 |
| 5.  | Busking at Brobank (Stolt)                | 0:52 |